# Caiophora andina
Caiophora andina es una  de las 43 especies reconocidas del género Caiophora, de plantas fanerógamas, perteneciente a la familia Loasaceae. Es originaria de Bolivia.

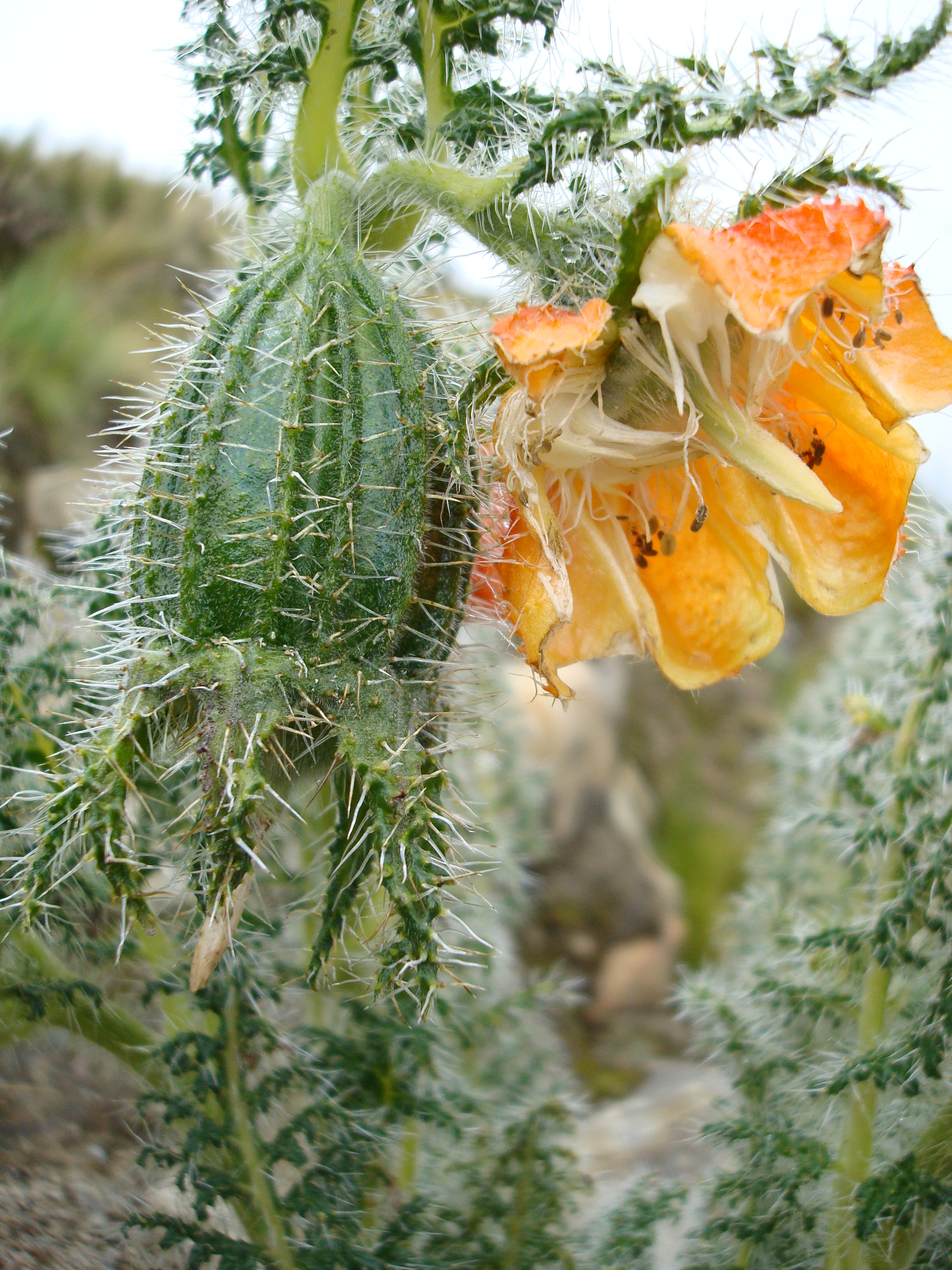
Flor y cápsula de Caiophora andina en La Paz, Bolivia

## Descripción
Se presenta en forma de arbusto, con hojas y tallo espinoso, sus cápsulas poseen varias semillas.

## Taxonomía
Caiophora andina fue descrita por Urb. & Gilg y publicado en Novorum Actorum Academia Caesareae Leopoldinae-Carolinae Germanicae Naturae Curiosorum 76: 287. 1900.
Sinonimia
- Caiophora mandoniana Urb. & Gilg
- Loasa heptamera var. chelidonifolia Wedd.[4]